# Enrique Illana y Sánchez de Vargas
Enrique Illana y Sánchez de Vargas (Huelva, 16 de septiembre de 1865-ibidem, 10 de julio de 1942) fue un político español, que ha sido ministro de Hacienda durante la dictadura del general Primo de Rivera entre el 17 de septiembre y el 21 de diciembre de 1923. Asimismo, también fue interventor general de la Administración del Estado en 1930.
- Datos: Q5833435